# 2020 au Burundi
Cet article présente les faits marquants de l'année 2020 au Burundi.

## Évènements
- 20 mai : élection présidentielle, remportée par le général Évariste Ndayishimiye, en même temps que les élections législatives, gagnées par le Conseil national pour la défense de la démocratie-Forces de défense de la démocratie parti dudit général.
- 8 juin : le président sortant Pierre Nkurunziza décède brusquement, officiellement d'une attaque cardiaque, mais alors que son épouse Denise Bucumi Nkurunziza est hospitalisée au Kenya à cause du covid-19 et que Pierre Nkurunziza niait que la pandémie ait atteint le Burundi, un décès à cause du covid-19 est aussi soupçonné[1].
- 18 juin : à la suite du décès de Pierre Nkurunziza durant son mandat, le général Évariste Ndayishimiye, vainqueur de l'élection présidentielle de mai, prête serment pour devenir le nouveau président du Burundi[2].
- 20 juillet : élections sénatoriales.
- 24 août : élections municipales.
- 25 août : un affrontement armé a lieu dans la Province de Rumonge au Burundi qui fait 15 morts, un groupe armé nommé Red Tabara, basé à Kivu en RDC revendique ces attaques, et proclame que l'élection de Évariste Ndayishimiye en mai dernier est une farce[3].